# بيتر بنجامين غولدن
بيتر بنجامين غولدن (بالإنجليزية: Peter Benjamin Golden)‏ هو مؤرخ أمريكي، ولد في 1941.